# Grums (đô thị)
Đô thị Grums (tiếng Thụy Điển: Grums kommun) là một đô thị ở hạt Värmland của Thụy Điển. Thủ phủ là thị xã Grums. Dân số thời điểm 31 tháng 12 năm 2000 là 9551 người.